# Acacia ixodes
Acacia ixodes — вид квіткових рослин з родини бобових. Ареал: Австралія (Новий Південний Уельс, Квінсленд).

## Середовище
Чагарник широко поширений у центральній частині Нового Південного Уельсу, аж до Квінсленда. У Новому Південному Уельсі основна частина населення розташована від Даббо до Гілгандри та Мендурана.

## Біоморфологічна характеристика
Кущ зазвичай досягає висоти від 2 до 7 метрів і має випростану та розлогу звичку. Він має голі та смолисті гілочки, які кутасті або сплюснуті до вершин. Від вузькоеліптичної до лінійної або лінійно-ланцетної форми, від голих до смолистих філодії прямі або злегка вигнуті, мають довжину від 2,5 до 5 см і ширину від 2 до 5 мм і мають помітну середню жилку зі слабкими бічними жилками. З серпня по листопад дає жовті квітки. Прості суцвіття розташовані поодиноко в пазухах і мають квіткові головки від кулястої до яйцюватої форми в діаметрі 4,5–7 мм, що містять 20–30 яскраво-жовтих квіток.